# Coppa Kongsberg
La Coppa Kongsberg fu un prestigioso trofeo di salto con gli sci disputato ogni anno fra il 1953 e il 1976 (con l'unica interruzione nel 1974), in diverse località sciistiche alpine in Francia, Italia, Svizzera, Germania occidentale, Austria e Jugoslavia (Slovenia). 

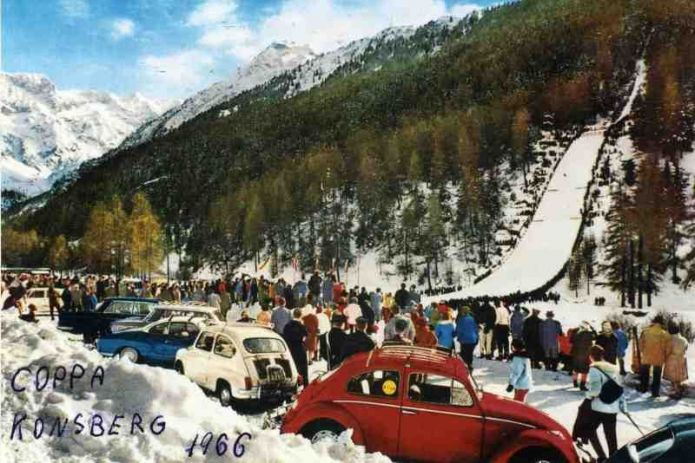
La coppa Konsberg 1966 a Ponte di Legno, ultima gara disputata sul Trampolino Gigante del Corno d'Aola

Si trattava di una competizione a cui partecipavano atleti e squadre nazionali di alto livello, che si sfidavano davanti ad un pubblico che arrivava fino a 10.000 spettatori.
Il trofeo veniva assegnato solo ai concorrenti dei sei paesi organizzatori, anche se potevano partecipare anche sciatori di altri paesi: infatti i miglior risultati nel 1953 e 1954 furono rispettivamente dei finlandesi Pentti Heino e Matti Pietikäinen, nel 1968 del cecoslovacco Jiri Raska e nel 1971 del tedesco dell'est Hans-Georg Aschenbach, ma a nessuno di essi fu assegnata la Coppa Konsberg.
I saltatori di maggior successo furono Josef Bradl, Heini Ihle, Henrik Ohlmeyer e Walter Steiner, che vinsero due edizioni ognuno.

## Albo d'oro
| Anno | Città                  | Trampolino                          | Vincitore coppa    | Vincitore trofeo a squadre |
| ---- | ---------------------- | ----------------------------------- | ------------------ | -------------------------- |
| 1953 | Unterwassern           | Säntisschanze                       | Sepp Bradl         | Austria                    |
| 1954 | Gallio                 | Trampolino del Pakstall             | Sepp Bradl         | Austria                    |
| 1955 | Lubiana                | Skakalnica na Galetovem             | Janez Polda        | Austria                    |
| 1956 | Chamonix               | Le Mont                             | Walter Habersatter | Austria                    |
| 1957 | Zell am See            | Köhlergrabenschanze                 | Otto Leodolter     | Austria                    |
| 1958 | Garmisch-Partenkirchen | Olympiaschanze                      | Max Bolkart        | Austria                    |
| 1959 | Gstaad                 | Mattenschanze                       | Nilo Zandanel      | Austria                    |
| 1960 | Cortina d'Ampezzo      | Trampolino Italia                   | Albin Plank        | Austria                    |
| 1961 | Lubiana                | Skakalnica na Galetovem             | Marjan Pečar       | Austria                    |
| 1962 | Bischofshofen          | Trampolino Paul Ausserleitner       | Heini Ihle         | Germania Ovest             |
| 1963 | Titisee-Neustadt       | Hochfirstschanze                    | Georg Thoma        | Germania Ovest             |
| 1964 | Ruhpolding             | Zirmbergschanze                     | Nilo Zandanel      | Italia                     |
| 1965 | Chamonix               | Le Mont                             | Henrik Ohlmeyer    | Germania Ovest             |
| 1966 | Ponte di Legno         | Trampolino Gigante del Corno d'Aola | Henrik Ohlmeyer    | Germania Ovest             |
| 1967 | Garmisch-Partenkirchen | Olympiabakken                       | Gilbert Poirot     | Austria                    |
| 1968 | Planica                | Normalna Bloudkova skakalnica       | Baldur Preiml      | Austria                    |
| 1969 | Murau                  | Trampolino Hans Walland             | Hans Schmid        | Austria                    |
| 1970 | Sankt Moritz           | Olympiaschanze                      | Heini Ihle         | Svizzera                   |
| 1971 | Planica                | Normalna Bloudkova skakalnica       | Walter Steiner     | Austria                    |
| 1972 | Tarvisio               | Trampolino Fratelli Nogara          | Reinhold Bachler   | Austria                    |
| 1973 | [[Murau\|]] Murau      | Trampolino Hans Walland             | Walter Steiner     | Svizzera                   |
| 1974 | Non disputata          | Non disputata                       | Non disputata      | Non disputata              |
| 1975 | Planica                | Normalna Bloudkova skakalnica       | Toni Innauer       | Austria                    |
| 1976 | Planica                | Normalna Bloudkova skakalnica       | Hans Wallner       | Austria                    |